# Escape from Tarkov
Escape from Tarkov är ett populärt datorspel i förstapersonsläge utvecklat av ryska spelutvecklingsstudion Battlestate games. Första släppet var ett alfatest som utgavs den 4 augusti 2016, med en nuvarande version i betaversion som släpptes juli 2017.
I den påhittade regionen Norvinsk pågår ett krig mellan två säkerhetsföretag (den Amerikanska United Security "USEC" och den Ryska Battle Encounter Assault Regiment "BEAR")
Spelet är centrerat runt att ta sig ut ur olika platser i staden Tarkov och strida mot andra spelare för att hitta föremål och annat på spelare eller utspritt på platserna.

## Gameplay
Utvecklarna av Escape from Tarkov pratar om spelet som ett realistiskt och hardcore first-person shooter, överlevnadscentrerat spel som lånar element från multiplayer onlinespel. I sitt nuvarande tillstånd innehåller Escape from Tarkov flera lägen för spelarna att spela: online PMC raids där man spelar för faktionen (USEC eller BEAR) man valt, Scav (förkortning för "scavenger") där man spelar som en rysk gangster och bandit, och ett tillfälligt offline-läge. I dessa spellägen kan spelare välja att spela ensam eller i grupper och spawna på en mängd olika kartor att välja mellan i spelet. När de väl är i spelet får spelarna en lista med extraktionspunkter utspridda utöver kartan, oftast långt ifrån, och måste slåss mot andra spelare och rollfigurer att nå den punkten och extrahera. Utöver dessa standardextraktioner ges spelare också möjligheten att använda "valfria" extraktionspunkter nära mitten av kartan, men för att göra det måste du uppfylla olika krav per extrakt som att betala rubel (det primära i spelet valuta), att ta av sig sin ryggsäck innan man klättrar ut eller att ha vissa föremål påsatta på sin karaktär. Utöver strid kan spelare också hitta andra föremål på dessa kartor, såsom vapen, mat, kläder, verktyg, skyddsvästar, och rustningar, och när de väl har utvunnits kan de förvara sitt byte i ett lager för att använda i framtida räder eller kan säljas till andra spelare på en virtuell marknad.